# 전기 감수율
전기(전자기)에서 전기 감수율 (electric susceptibility, {\displaystyle \chi _{\text{e}}}; Latin: susceptibilis "receptive") 또는 전기화율은 인가된 전기장에 반응하는 유전체 물질의 편극 정도를 나타내는 무차원 비례 상수이다. 전기 민감도가 높을수록 재료가 자기장에 반응하여 분극하는 능력이 커져 재료 내부의 총 전기장이 감소하고 에너지가 저장된다. 이러한 방식으로 전기 민감도는 물질의 전기적 유전율에 영향을 미치고 따라서 커패시터의 용량부터 빛의 속도까지 해당 매체의 다른 많은 현상에 영향을 미친다.

## 선형 유전체의 정의
유전체(dielectric) 또는 절연체 물질이 선형 유전체(linear dielectric)인 경우 전기 감수율은
{\displaystyle \mathbf {P} =\varepsilon _{0}\chi _{\text{e}}{\mathbf {E} },}
가 되도록 유도된 유전체 편극 밀도 P에 전기장 E를 연관시키는 비례 상수(텐서일 수 있음)로 정의된다.
- {\displaystyle \mathbf {P} }는 편광 밀도이다.
- {\displaystyle \varepsilon _{0}}는 자유 공간의 유전율(전기 상수)이다.
- {\displaystyle \chi _{\text{e}}}는 전기 민감도이다.
- {\displaystyle \mathbf {E} }는 전기장이다.

## 같이 보기
- 자기 감수율 (자기화율)
- 층밀림비